# Giải Oscar lần thứ 1
Lễ trao giải Oscar lần thứ 1 là lễ trao giải thường niên do Viện Hàn lâm Khoa học và Nghệ thuật Điện ảnh (AMPAS) trao tặng và do chủ tịch AMPAS lúc ấy là Douglas Fairbanks dẫn chính, nhằm vinh danh những bộ phim điện ảnh hay nhất từ ngày 1 tháng 8 năm 1927 đến ngày 31 tháng 7 năm 1928 và diễn ra vào ngày 16 tháng 5 năm 1929, tại một bữa tối riêng được tổ chức tại Khách sạn Roosevelt Hollywood ở Los Angeles, California. Vé bán có giá 5 đô la (tức 86 đô la vào 2023 nếu tính lạm phát); 270 khách mời đã tham dự sự kiện kéo dài 15 phút. Đây là lễ trao giải Oscar duy nhất không được truyền thanh hay truyền hình; một chương trình phát thanh được giới thiệu ở giải Oscar lần thứ 2.
Trong buổi lễ, AMPAS đã trao giải Viện Hàn lâm – sau này thường được gọi là "giải Oscar" – ở 12 hạng mục. Những người chiến thắng được thông báo 3 tháng trước buổi lễ. Một vài đề cử không nhắc đến một bộ phim cụ thể, chẳng hạn như Ralph Hammeras và Nugent Slaughter, họ được đề cử cho Hiệu ứng kỹ thuật, song hạng mục này bị bỏ vào năm kế tiếp (cùng với các hạng mục Sản xuất nghệ thuật và độc đáo, Đạo diễn (phim hài kịch) xuất sắc nhất và Viết tựa đề phim xuất sắc nhất). Không giống như các buổi lễ sau này, một diễn viên có thể nhận giải nhờ đóng nhiều bộ phim: Emil Jannings đoạt giải Nam diễn viên chính xuất sắc nhất nhờ đóng trong cả The Way of All Flesh và The Last Command, trong khi chủ nhân giải Nữ diễn viên chính xuất sắc nhất Janet Gaynor được vinh danh cho ba bộ phim. Charlie Chaplin và Warner Brothers mỗi bên nhận giải Oscar Danh dự.
Những tác phẩm thắng lớn tại buổi lễ gồm có 7th Heaven và Sunrise, với ba giải cho mỗi phim (phim Sunrise giành giải Phim nghệ thuật và độc đáo) còn Wings nhận hai giải, tính cả Phim xuất sắc. Một năm sau, Viện hàn lâm bỏ hạng mục Phim nghệ thuật và độc đáo nhất rồi quyết định hồi tố rằng giải mà Wings đạt được là danh hiệu cao nhất của giải Oscar.

## Hoàn cảnh
Năm 1927, Viện Hàn lâm Khoa học và Nghệ thuật Điện ảnh (AMPAS) được thành lập bởi Louis B. Mayer, người sáng lập Louis B. Mayer Pictures Corporation (về sau được sáp nhập vào Metro-Goldwyn-Mayer). Mục đích tạo ra giải thưởng của Mayer là để hợp nhất năm phân nhánh của ngành công nghiệp điện ảnh: diễn viên, đạo diễn, nhà sản xuất, kỹ thuật viên và biên kịch. Mayer bình luận về việc tạo ra các giải thưởng "Tôi thấy rằng cách tốt nhất để xử lý [các nhà làm phim] là treo huy chương lên khắp người họ... Nếu tôi trao cúp và giải thưởng cho họ, họ sẽ cố hết sức để cho ra thứ tôi muốn. Đó là lý do tại sao giải Oscar được tạo ra". Mayer đã đề nghị Cedric Gibbons (giám đốc nghệ thuật của MGM) thiết kế một chiếc cúp của giải Oscar. Những người nhận đề cử được thông báo qua một bức điện báo vào tháng 2 năm 1928. Tháng 8 năm 1928, Mayer liên lạc với Hội đồng giám khảo trung ương của Viện Hàn lâm để chốt những người thắng cử. Tuy nhiên, theo đạo diễn người Mỹ King Vidor, quyền bầu chọn giải Oscar cho Phim xuất sắc nhất nằm trong tay các thành viên sáng lập AMPAS: Mayer, Douglas Fairbanks, Sid Grauman, Mary Pickford và Joseph Schenck.

## Lễ trao giải
Lễ trao giải được tổ chức vào ngày 16 tháng 5 năm 1929, tại khách sạn Roosevelt Hollywood, tọa lạc ở Los Angeles. Buổi lễ có một bữa tối riêng với 36 bàn tiệc, có sự tham dự của 270 vị khách và giá vé là 5 đô la Mỹ (tương đương $85,21 năm 2022). Các nam và nữ diễn viên đến khách sạn bằng xe hơi sang trọng, nơi đông đảo người hâm mộ có mặt để cổ vũ cho các minh tinh. Buổi lễ không được truyền thanh, và do giám đốc AMPAS Fairbanks dẫn chính trong một sự kiện kéo 15 phút.

## Tổng quan
Những người chiến thắng được công bố ba tháng trước lễ trao giải. Những thắng cử gồm: Emil Jannings, chủ nhân đầu tiên của giải Nam diễn viên chính xuất sắc nhất (The Way of All Flesh và The Last Command); Janet Gaynor đoạt giải Nữ diễn viên chính xuất sắc nhất (7th Heaven, Street Angel và Sunrise: A Song of Two Humans); Frank Borzage nhận giải Đạo diễn phim chính kịch xuất sắc nhất (7th Heaven); Lewis Milestone giành giải Đạo diễn phim hài xuất sắc nhất (Two Arabian Knights); và phim Wings được trao giải Phim xuất sắc nhất (bộ phim đắt đỏ nhất lúc bấy giờ). Ngoài ra có hai phần trao Giải Đặc biệt: cho Charles Chaplin và Warner Bros.

## Giải Danh dự
Charlie Chaplin, chủ nhân nhiều đề cử cho một bộ phim (Nam diễn viên chính xuất sắc nhất, Biên kịch xuất sắc nhất và Đạo diễn phim hài xuất sắc nhất; tất cả cho The Circus) (1928) bị xóa tên khỏi danh sách nhằm ghi nhận toàn bộ đóng góp của ông cho ngành; và Warner Bros., giải thưởng dành cho những bộ phim có tiếng tiên phong (The Jazz Singer). Ba hạng mục bị hủy ở các phần trao giải tiếp theo: Hiệu ứng kỹ thuật xuất sắc nhất, Tựa đề phim xuất sắc nhất và Chất lượng sản xuất nghệ thuật và độc đáo nhất. Những nhà sản xuất phim lớn hơn thì chiếm đa số giải thưởng: Fox Film Corporation, Metro-Goldwyn-Mayer, Paramount Pictures, Radio-Keith-Orpheum và Warner Bros.

## Danh sách người chiến thắng và đề cử
Tại giải Oscar lần thứ 1 (1927–1928), quy trình đề cử cho phép các ứng viên được đề cử và trao giải cho một bộ phim, nhiều bộ phim hoặc không liên quan đến bất kỳ bộ phim cụ thể nào.
Các đề cử được công bố vào ngày 2 tháng 2 năm 1929. Những người chiến thắng được liệt kê đầu tiên, in đậm và thể hiện bằng dấu hoa thị (*).
| Phim xuất sắc - Wings – Paramount Famous Lasky* - The Racket – The Caddo Company - 7th Heaven – Fox | Phim nghệ thuật và độc đáo nhất - Sunrise – Fox* - Chang – Paramount Famous Lasky - The Crowd – Metro-Goldwyn-Mayer |
| Đạo diễn (phim hài) xuất sắc nhất - Lewis Milestone – Two Arabian Knights* - Charles Chaplin – The Circus - Ted Wilde – Speedy | Đạo diễn (phim chính kịch) xuất sắc nhất - Frank Borzage – 7th Heaven* - Herbert Brenon – Sorrell and Son - King Vidor – The Crowd                                                                                               |
| Nam diễn viên chính xuất sắc nhất - Emil Jannings – The Last Command vai Tướng Dolgorucki (Đại công tước Sergius Alexander) và The Way of All Flesh vai August Schilling* - Richard Barthelmess – The Noose vai Nickie Elkins và The Patent Leather Kid vai The Patent Leather Kid - Charles Chaplin – The Circus vai Sác-lô | Nữ diễn viên chính xuất sắc nhất - Janet Gaynor – 7th Heaven vai Diane, Street Angel vai Angela, và Sunrise vai Người vợ* - Louise Dresser – A Ship Comes In vai Bà Pleznik - Gloria Swanson – Sadie Thompson vai Sadie Thompson |
| Kịch bản (truyện gốc) xuất sắc nhất - Underworld – Ben Hecht* - The Circus – Charles Chaplin - The Last Command – Lajos Biro | Kịch bản (chuyển thể) xuất sắc nhất - 7th Heaven – Benjamin Glazer* - Glorious Betsy – Anthony Coldeway - The Jazz Singer – Alfred Cohn                                                                                          |
| Chỉ đạo nghệ thuật xuất sắc nhất - The Dove – William Cameron Menzies* - Tempest – William Cameron Menzies* - 7th Heaven – Harry Oliver - Sunrise – Rochus Gliese | Quay phim xuất sắc nhất - Sunrise – Charles Rosher và Karl Struss* - The Devil Dancer – George Barnes - The Magic Flame – George Barnes - Sadie Thompson – George Barnes                                                         |
| Hiệu ứng kỹ thuật xuất sắc nhất - Wings – Roy Pomeroy* - Không có phim cụ thể – Ralph Hammeras - Không có phim cụ thể – Nugent Slaughter | Viết tựa đề phim xuất sắc nhất - Joseph Farnham* – không có phim cụ thể - Gerald Duffy – The Private Life of Helen of Troy - George Marion Jr. – không có phim cụ thể                                                            |

Ghi chú
1. 1 2 3  The Circus lúc đầu nhận được 3 đề cử: Đạo diễn (phim hài) xuất sắc nhất, Nam diễn viên chính xuất sắc nhất và Kịch bản (truyện gốc) xuất sắc nhất  –  dành cho Charles Chaplin. Tuy nhiên, sau đó Viện Hàn lâm quyết định xóa tên khỏi hạng mục giải thưởng cạnh tranh và thay vào đó trao cho ông Giải Đặc biệt "dành cho diễn xuất, kịch bản, đạo diễn và sản xuất The Circus".[16]
2. ↑  Đề cử của Gerald Duffy cho Viết tựa phim xuất sắc nhất là đề cử truy tặng.[17]

## Giải Danh dự
Những giải Danh dự sau đây – lúc ấy được gọi là giải Đặc biệt – đã được trao:
- Charles Chaplin – "Trao tặng cho Charles Chaplin nhờ diễn xuất, viết kịch bản, đạo diễn và sản xuất phim The Circus".[5]
- Warner Bros. – "Trao tặng Warner Bros. nhờ sản xuất The Jazz Singer, bộ phim có tiếng xuất sắc tiên phong đã cách mạng hóa ngành công nghiệp".[5]

## Nhiều đề cử và giải thưởng
| Số đề cử | Phim                          |
| -------- | ----------------------------- |
| 5        | 7th Heaven                    |
| 4        | Sunrise: A Song of Two Humans |
| 3        | The Circus (rút đề cử)        |
| 2        | The Crowd                     |
| 2        | The Last Command              |
| 2        | Sadie Thompson                |
| 2        | Wings                         |

| Số giải | Phim                          |
| ------- | ----------------------------- |
| 3       | 7th Heaven                    |
| 3       | Sunrise: A Song of Two Humans |
| 2       | Wings                         |

## Những thay đổi với giải Oscar
Sau lễ trao giải Oscar lần thứ 1 (1927–1928), AMPAS đã tiến hành những thay đổi sau đây.
- Các hạng mục giải thưởng bị giảm từ 12 xuống 7:[18]
  - Các giải Đạo diễn (phim hài) xuất sắc nhất và Đạo diễn (phim chính kịch) xuất sắc nhất được hợp nhất thành một giải Đạo diễn xuất sắc nhất.[18]
  - Giải Hiệu ứng kỹ thuật xuất sắc nhất bị ngừng trao.[19]
  - Giải Tác phẩm nghệ thuật và độc đáo nhất bị ngừng trao.[19]
  - Các giải Kịch bản (chuyển thể) xuất sắc nhất và Kịch bản (truyện gốc) xuất sắc nhất được hợp nhất thành một giải Kịch bản xuất sắc nhất.[20]
  - Giải Viết tựa đề phim xuất sắc nhất bị ngừng trao.[19]

## Thư viện ảnh
Các bộ phim thắng giải Oscar – giải Oscar lần thứ 1
- Wings là bộ phim đầu tiên thắng giải Oscar cho phim xuất sắc nhất (lúc bấy giờ có tên là Phim xuất sắc). Ngoài ra phim còn giành giải Hiệu ứng kỹ thuật xuất sắc nhất.[7]
- Sunrise thắng giải Oscar cho phim nghệ thuật và độc đáo nhất, năm duy nhất mà giải thưởng này được trao. Giải thưởng nhằm tôn vinh những bộ phim nghệ thuật uy tín tách khỏi "tiêu thụ thương mại".[21]